# Alejandro Gallo
Harry Alejandro Gallo Plaza es un político ecuatoriano. Fue candidato a Prefecto del Guayas por la lista 61, Renovación, en 2023. Cursa la carrera de Derecho y ha realizado varios cursos sobre derechos humanos, administración y presupuestos públicos. Fue la primera persona en denunciar públicamente ante la Asamblea Nacional, los actos de corrupción en el gobierno del actual presidente de la República, Guillermo Lasso, referente a la designación de autoridades de control.

## Biografía
Nació en Guayaquil, en una familia de clase media, empezó a trabajar desde los 15 años para poder ayudar a su familia. En su experiencia profesional se destaca que ha colaborado con empresas del sector privado relacionadas con el transporte y logística y en lo público, con el Servicio Nacional de Aduana del Ecuador y el Consejo de Participación Ciudadana y Control Social.
El 16 de marzo de 2022 la Comisión de Participación Ciudadana de la Asamblea Nacional recibió a Alejandro Gallo, exasesor del Consejo de Participación Ciudadana y Control Social, quien reveló la intromisión y presiones del Ejecutivo para el cambio de reglamentos para los concursos de designación de autoridades. Alejandro Gallo explicó cómo se dieron las presiones y los nombres de quiénes están detrás de las gestiones para colocar a personas cercanas al gobierno del presidente Guillermo Lasso.